# Jean-Baptiste Dutrou-Bornier
Jean-Baptiste Onésime Dutrou-Bornier, né le 19 novembre 1834 à Montmorillon et mort accidentellement ou assassiné le 6 août 1876, est un capitaine de la Marine française qui s'est installé sur l'île de Pâques à partir d'avril 1868. Il y introduisit le commerce de la laine et tenta de transformer l'île en un ranch de moutons. S'autoproclamant roi de l'île en 1870, il réduisit les autochtones Rapanui en esclavage.

## Biographie
Il entre dans la Marine en 1848 comme pilotin et sert comme volontaire lors de la guerre de Crimée. Capitaine au long cours (1860), il commande le Tampico en 1865 dans un voyage dans le Pacifique, navire dont il est propriétaire pour un tiers. 
Parti de Bordeaux, il atteint Tahiti et, en octobre 1866, transporte des missionnaires de Valparaiso à l'île de Pâques pour renforcer la présence des Pères Eugène Eyraud et Hippolyte Roussel. 
Il assure pendant quelque temps les liaisons commerciales entre le Pérou, le Chili et les archipels d’Océanie où il recrute de la main d’œuvre pour les plantations de Tahiti et de l'île de Pâques. Là, il tente une exploitation qui échoue (1867) puis achète un terrain pour l'élevage. Il s'y installe en avril 1867 après avoir revendu son navire. Il entretient alors d'excellents rapports avec les missionnaires et assiste aux derniers moments du père Eyraud (août). 
Mais, en 1869, les relations deviennent tendues lorsque Dutrou-Bornier décide d'acheter des terres qui bordent la mission pour y développer un important élevage. Il introduit alors sur l'île huit mille quatre cents moutons, cent cinquante bœufs et une vingtaine de chevaux. En septembre, un conflit éclate avec les missionnaires, ceux-ci refusant de couvrir la spoliation dont les habitants sont victimes de la part de Dutrou-Bornier. 
Celui-ci organise alors une armée de mercenaires et attaque les missions de Hanga Roa et de Vaihu. Les demeures sont brûlées, les champs dévastés. En février 1871, Dutrou-Bornier fournit à son associé des centaines d'habitants, réduits en esclavage, pour les plantations de Tahiti. Monseigneur Étienne Jaussen est contraint en juin de faire évacuer ses missionnaires de l'île de Pâques. 
Devenu le seul maître de l'île, et jouant sur les rivalités entre clans, Dutrou-Bornier y épouse une Polynésienne qui se proclame reine. La royauté indigène Haumaka avait en effet été anéantie en 1862 lors de la catastrophe démographique provoquée par les esclavagistes péruviens, et la population Rapanui originaire en partie des îles Australes était profondément divisée. En 1872, 1874 et 1875, il fait adresser par sa femme des lettres au gouverneur de Tahiti pour obtenir le protectorat français, en vain. Dès janvier 1877, le bruit de sa mort se répand dans tout le Pacifique. Ses amis prétendent qu'il est tombé de cheval un soir de beuverie, ses détracteurs qu'il a été tué par les indigènes révoltés par ses mœurs.
En 1877, Alphonse Pinart rencontre sa femme, qui le décrit « un homme courageux qui a introduit la civilisation sur l'île de Pâques ». L'amiral François-Théodore de Lapelin, qui le vit en 1872, le décrit, lui, comme un individu « violent et sans scrupules ». 
Quoi qu'il en soit, l'île de Pâques qui comptait neuf cents habitants au moment de l'arrivée de Dutrou-Bornier, n'en avait plus que cent trente à sa mort, notamment en raison des maladies introduites par les Européens, et qu'aucun médecin n'est venu combattre.